# Bobrówko (gmina)

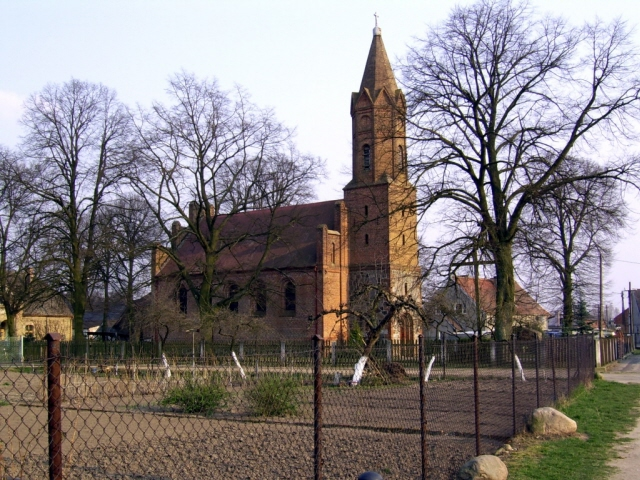
Kościół w Bobrówku

Bobrówko – dawna gmina wiejska istniejąca w latach 1945–1954 i 1973–76 w woj. poznańskim, zielonogórskim i gorzowskim (dzisiejsze woj. lubuskie). Siedzibą władz gminy było Bobrówko.
Gmina Bobrówko powstała po II wojnie światowej (1945) na terenie tzw. Ziem Odzyskanych (tzw. III okręg administracyjny – Pomorze Zachodnie). 25 września 1945 gmina – jako jednostka administracyjna powiatu strzeleckiego – została powierzona administracji wojewody poznańskiego, po czym z dniem 28 czerwca 1946 została przyłączona do woj. poznańskiego. 6 lipca 1950 gmina wraz z całym powiatem strzeleckim weszła w skład nowo utworzonego woj. zielonogórskiego.
Według stanu z 1 lipca 1952 gmina składała się z 10 gromad: Bobrówko, Bronowice, Brzoza, Buszów, Danków, Lubicz, Sokólsko, Tuczno, Wielisławice i Żabicko. Gmina została zniesiona 29 września 1954 wraz z reformą wprowadzającą gromady w miejsce gmin. 
Jednostkę reaktywowano 1 stycznia 1973 w tymże powiecie i województwie. 1 czerwca 1975 gmina weszła w skład nowo utworzonego woj. gorzowskiego. 15 stycznia 1976 gmina została zniesiona przez połączenie z dotychczasową gminą Strzelce Krajeńskie w nową gminę Strzelce Krajeńskie.